# 利摩日综合交通枢纽

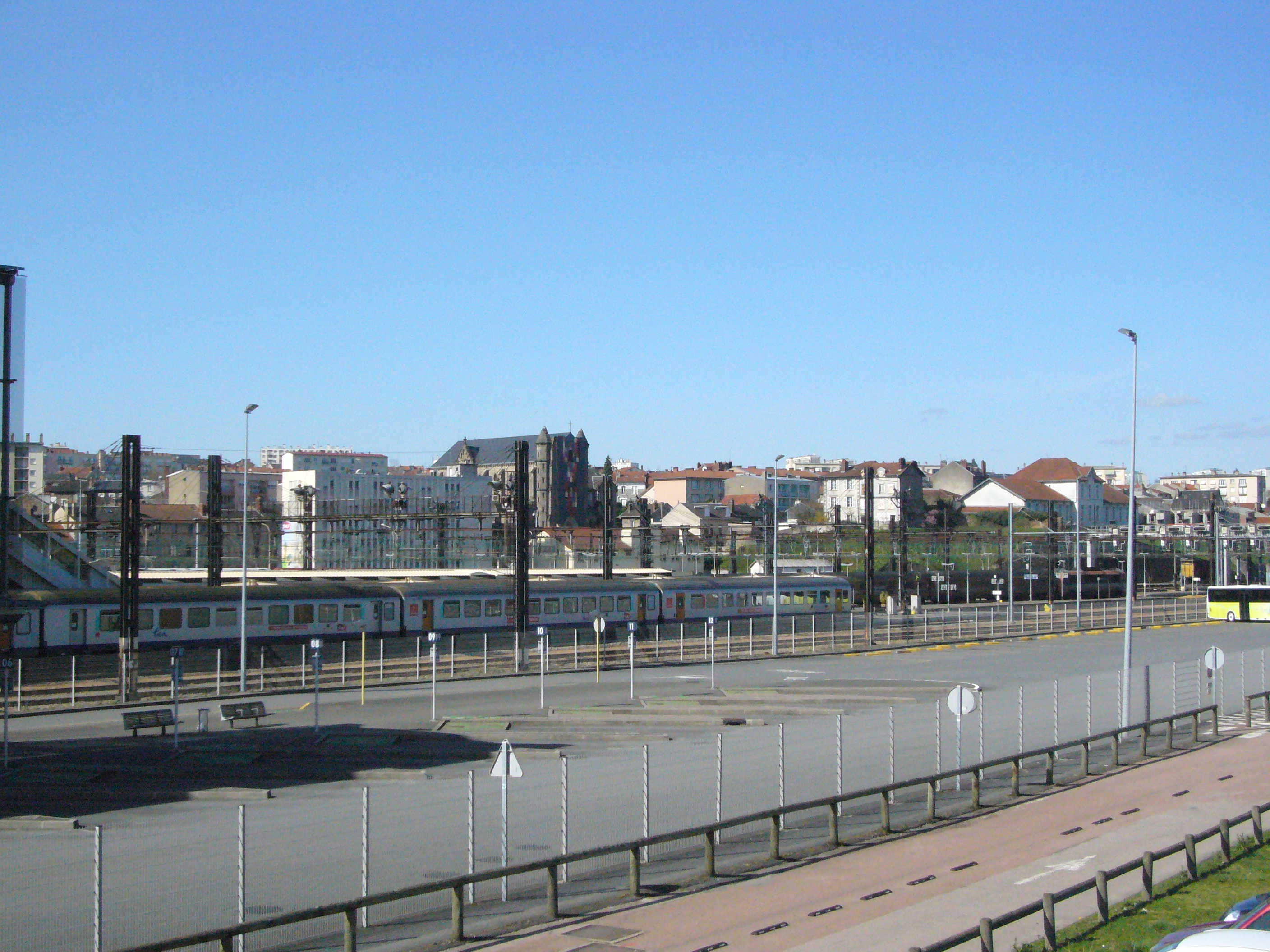
利摩日综合交通枢纽客车停车坪

利摩日综合交通枢纽（法語：Centre intermodal d'échanges de Limoges），即利摩日之天（法語：Limoges-Ciel），是法国中南部城市利摩日的一个公路客运车站，紧邻利摩日贝尼迪克坦站。

## 简介
利摩日综合交通枢纽位于利摩日市区东北部，利摩日贝尼迪克坦站东侧。该站同时开行前往周边的市际客车和法国乃至欧洲各地的长途客车，此外，利摩日公交也有少量线路停靠该站。

## 历史
利摩日综合交通枢纽于1999年1月动工兴建，于2000年投入使用。

## 建筑
利摩日综合交通枢纽是一个开放式的汽车站，站内大概有二十个左右的泊车位，并设有一个小型的候车室。车站西侧通过天桥连接利摩日贝尼迪克坦站，南侧则设有社会车辆停车场。

## 停靠线路

### 长途客运线路
| 停靠利摩日综合交通枢纽的大巴车 | |
| 运营单位                       | 主要目的地 |
| Eurolines                      | （可通过联程中转前往欧洲各地）                                                                                     |
| Flixbus                        | 昂古莱姆、波尔多、蒙吕松、克莱蒙费朗、里昂、南特、绍莱、普瓦捷、布里夫拉盖亚尔德、图卢兹、奥尔良、巴黎             |
| Isilines                       | 巴黎、奥尔良、沙托鲁、蒙托邦、图卢兹                                                                               |
| Megabus                        | 巴黎、图卢兹（可联程中转前往英国方向）                                                                             |
| Ouibus                         | 巴黎、图卢兹 |
| 利穆赞城际客运 TER Limousin    | 蒂勒、布加讷夫、费勒坦、欧布松                                                                                     |
| 上维埃纳省城际客运 Moohv 87    | 沙吕、昂巴扎克、加尔唐普河畔贝西纳、屈萨克、拉沙佩尔蒙特布朗代、维埃纳河畔艾克斯、圣伊里耶伊拉佩尔什、马尼亚克拉瓦 |
| SNCF                           | 盖雷、蒙吕松（当某条铁路线施工或罢工时，SNCF可能会提供途径该线路沿途站点的大巴车）                                 |
| 1. 2. 3. 4. 5.                 | |

### 市区公交
利摩日公交28路和34路。